# 橫須賀市
横须贺市（日语：／ Yokosuka shi */?）是一个位于日本神奈川县东南部三浦半岛的城市。由于横须贺市处于东京湾入口，使其成为一个繁荣的军港都市。日本的海上自卫队、和美国海军第七舰队的司令部等都设立于此。人口數在神奈川縣內位於横濱市、川崎市、相模原市之後，排名第4位，是中核市。

## 地理
横须贺市占据神奈川县南东部三浦半岛的大部分。东侧海岸为东京湾，西側海岸面对相模湾。中央部丘陵、道路隧道众多也是横须贺市的一个特征。另外，东京湾上的猿岛也属于横须贺市的行政区域范围。

## 历史
- 1853年：美國海軍佩里提督率领黑船来日，在橫須賀市久里濱登陸。
- 1869年：日本最初的洋式灯台观音崎灯台开始点灯
- 1889年：国铁横须贺线开通
- 1907年：市制施行
- 2001年：被指定为中核市

## 交通

### 鐵道
東日本旅客鐵道
- 橫須賀線：田浦站 - 橫須賀站 - 衣笠站 - 久里濱站

京濱急行電鐵
- 本線：追濱站 - 京急田浦站 - 安針塚站 - 逸見站 - 汐入站 - 橫須賀中央站 - 縣立大學站 - 堀之內站 - 京急大津站 - 馬堀海岸站 - 浦賀站
- 久里濱線：堀之內站 - 新大津站 - 北久里濱站 - 京急久里濱站 - YRP野比站 - 京急長澤站 - 津久井濱站

## 经济

### 渔业

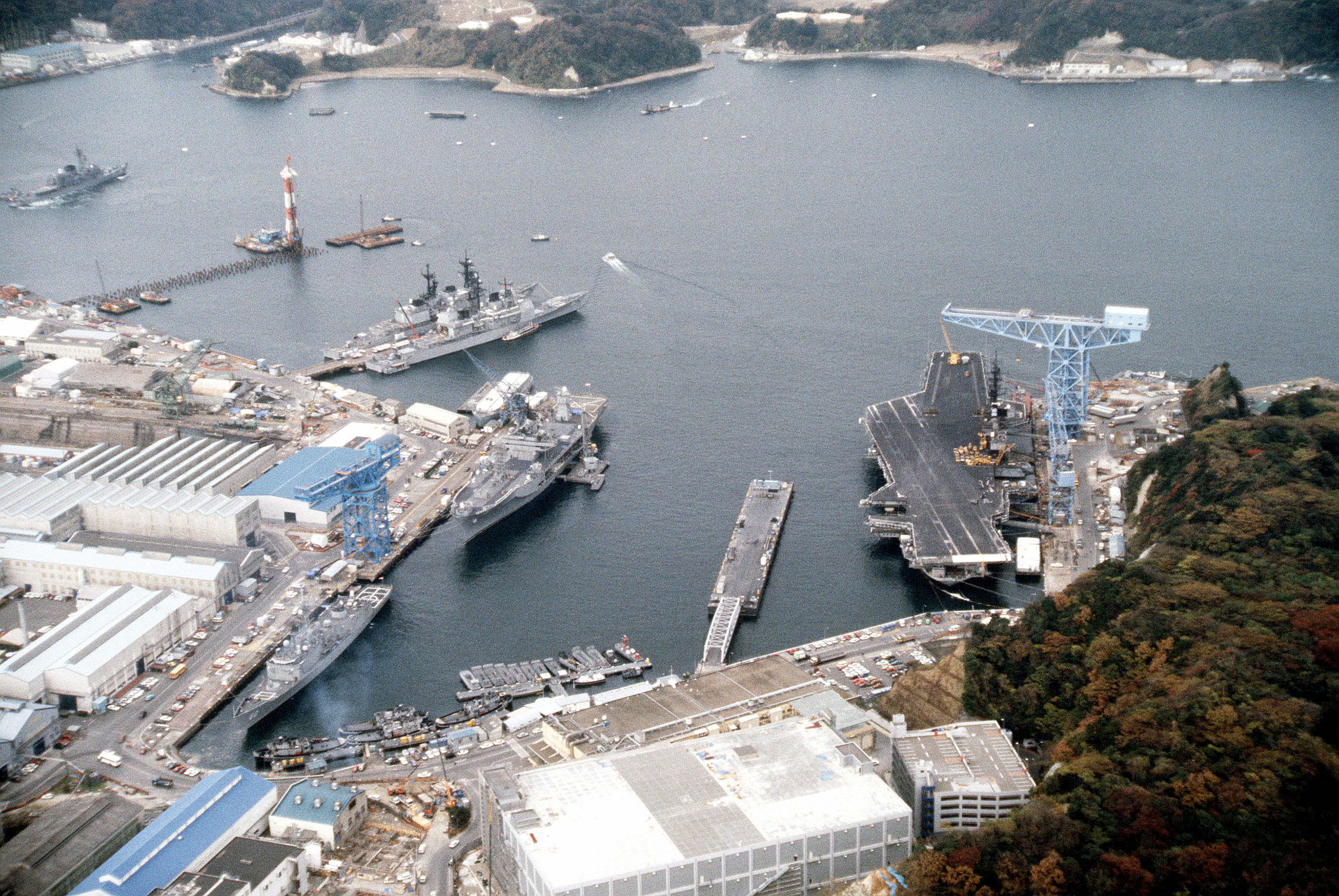
現為美軍使用的海軍工廠中途島號航空母艦

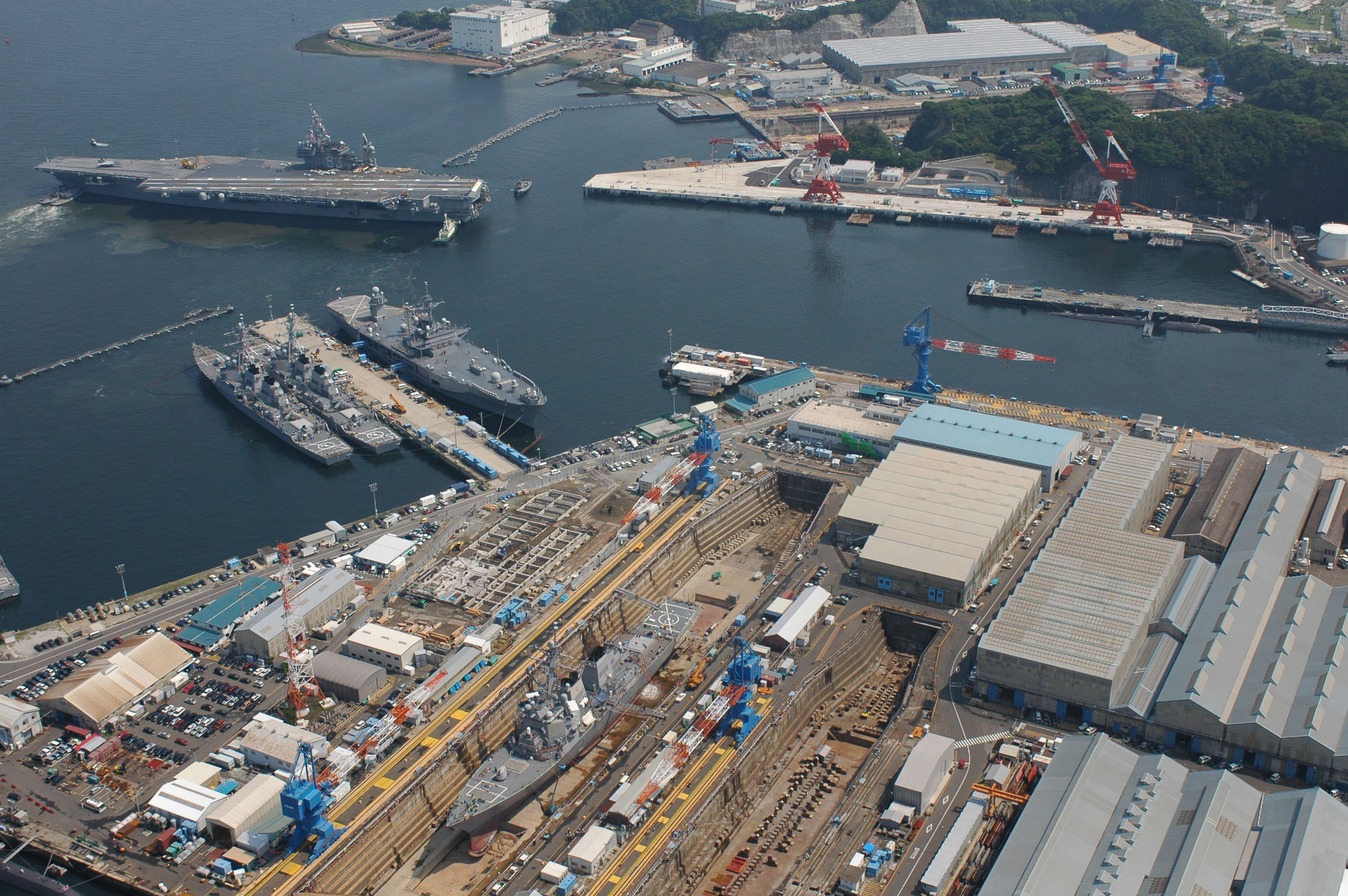
橫須賀小鷹號航空母艦

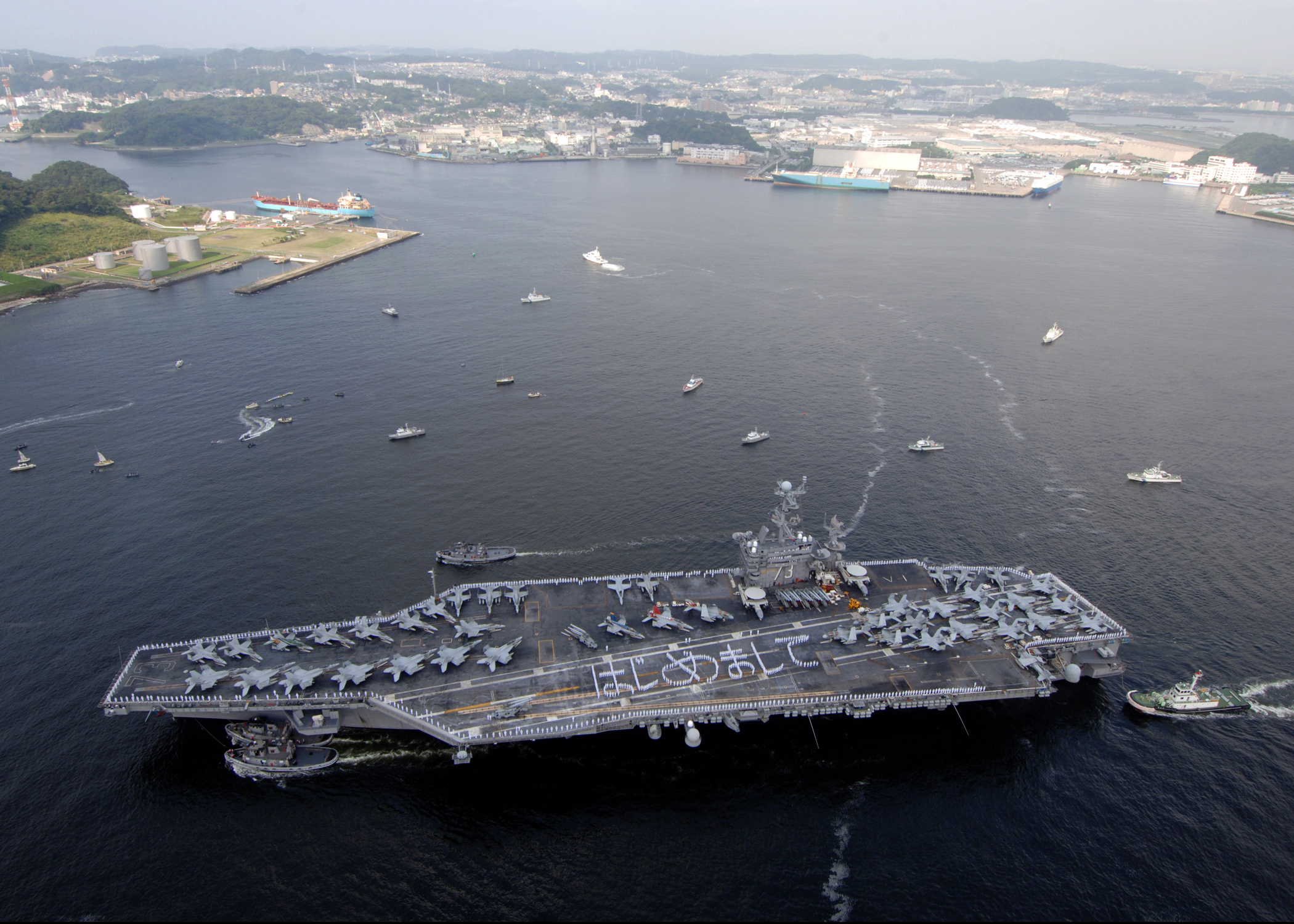
華盛頓號航空母艦2008進入橫須賀海軍設施

- 北下浦渔港
- 秋谷渔港
- 佐岛渔港
- 长井渔港
- 久留和渔港

### 軍事
- 橫須賀海軍工廠
- 橫須賀海軍設施（美國海軍）
- 橫須賀造船所

## 国立施設
- 横须贺监狱

## 姊妹都市、提携都市

### 海外
- 聖體市（美國德克薩斯州）：1962年10月18日提攜
- 布雷斯特（法國菲尼斯泰尔省）：1970年11月26日提攜
- 弗里曼特爾（澳大利亞西澳洲）：1979年4月25日提攜
- 梅德韋（英國肯特郡）：1998年（平成10年）8月26日提攜

## 外部連結
- OpenStreetMap上有關橫須賀市的地理
- （日語） 官方网站